# Charmoy, Yonne
Charmoy är en kommun i departementet Yonne i regionen Bourgogne-Franche-Comté i norra Frankrike. Kommunen ligger i kantonen Migennes som tillhör arrondissementet Auxerre. År 2022 hade Charmoy 1 108 invånare.

## Befolkningsutveckling
Antalet invånare i kommunen Charmoy
| Referens: INSEE |